# Juan Seminario
Juan Roberto Seminario Rodríguez (Piura, 22 luglio 1936) è un ex calciatore peruviano, attaccante che ha giocato in diversi campionati di calcio europei.

## Caratteristiche tecniche
Era un'ala sinistra che ha ricoperto per gran parte della sua carriera il ruolo di attaccante, mentre gli anni precedenti era impiegato come centrocampista.

## Carriera

### Club
Inizia la sua carriera in Perù nel 1954, al Municipal, dove rimane fino al 1959, quando passa allo Sporting Lisbona. In Portogallo conquista una buona reputazione, dovuta alla velocità e alla tecnica, tanto da essere soprannonimato l'Espresso di Lima.
Nel 1961 si trasferisce in Spagna al Real Saragozza, con cui vince la classifica cannonieri con 25 reti e il trofeo Pichichi nella stagione 1961-62, iniziando bene anche la stagione 1962-1963, in cui segna 8 reti in 8 partite. È l'unico giocatore della storia del Real Saragozza ad essere riuscito a vincere il trofeo Pichichi.
Nell'autunno 1962 è al centro di un giallo di mercato, in quanto conteso da Fiorentina e Catania, che ne rivendicano la priorità sull'acquisto: alla fine la spunta la squadra toscana.
Il rendimento di Seminario a Firenze, nonostante vada in rete con buona regolarità (10 reti nella stagione 1962-63 in 24 presenze), è però inferiore alle attese, soprattutto nella stagione 1963-64, dove segnò 5 reti in 4 presenze di Coppa Italia e 5 reti in 23 presenze di Serie A.
Nell'estate 1964 viene ceduto al Barcellona, con cui vince la Coppa delle Fiere 1966. Resta al Barcellona per tre anni (dal 1964 a 1967), giocando 100 partite con 48 gol all'attivo.
Nel 1969 è tornato in patria, ancora con la maglia del Atlético Grau. Al termine della stagione 1970 decide di ritirarsi dall'attività agonistica.

### Nazionale
Con la Nazionale peruviana prese parte al Copa América 1959. Quello stesso anno fece ben 3 goal in un incontro amichevole finito 4-1 tra il suo Perù e l'Inghilterra di Bobby Charlton e Jimmy Greaves.

## Statistiche

### Presenze e reti nei club
| Cronologia | Cronologia          | Cronologia | Campionato | Campionato | Coppe di Lega* | Coppe di Lega* | Coppe Internazionali** | Coppe Internazionali** | Totale   | Totale |
| Stagione   | Squadra             | Divisione  | Presenze   | Gol        | Partite        | Gol            | Presenze               | Gol                    | Presenze | Gol    |
| 1954-1959  | Deportivo Municipal | 1º         | 72         | 35         | -              | -              | -                      | -                      | 72       | 35     |
| 1959-1961  | Sporting Lisbona    | 1º         | 42         | 18         | 8              | 3              | -                      | -                      | 50       | 21     |
| 1961-1962  | Real Saragozza      | 1º         | 38         | 33         | 9              | 3              | 2                      | 0                      | 49       | 36     |
| 1962-1964  | Fiorentina          | 1º         | 47         | 15         | 5              | 4              | -                      | -                      | 52       | 19     |
| 1964-1967  | Barcellona          | 1º         | 36         | 15         | 2              | 1              | 8                      | 4                      | 46       | 20     |
| 1967-1969  | Sabadell            | 1º         | 35         | 9          | -              | -              | -                      | -                      | 35       | 9      |
| 1969-1970  | Atlético Grau       | 1º         | ?          | ?          | -              | -              | -                      | -                      | ?        | ?      |
| Total      | Total               | Total      | 270        | 125        | 24             | 11             | 10                     | 4                      | 304      | 140    |

## Palmarès

### Club

#### Competizioni internazionali
- Coppa delle Fiere: 1

Barcellona: 1966

### Individuale
- Pichichi del Campionato spagnolo

1962
- Capocannoniere della Coppa Italia: 1

Coppa Italia 1963-1964 (4 gol)